# Mieroszów
Mieroszów è un comune urbano-rurale polacco del distretto di Wałbrzych, nel voivodato della Bassa Slesia.
Ricopre una superficie di 76,17 km² e nel 2004 contava 7 582 abitanti.